# Harrie Lavreysen
Harrie Lavreysen (Luyksgestel, 14 de marzo de 1997) es un deportista neerlandés que compite en ciclismo en la modalidad de pista, espacialista en las pruebas de velocidad.
Participó en dos Juegos Olímpicos de Verano, obteniendo seis medallas, tres en Tokio 2020, oro en velocidad individual y en velocidad por equipos (junto con Roy van den Berg, Jeffrey Hoogland y Matthijs Büchli) y bronce en keirin, y tres de oro en París 2024, en keirin, velocidad individual y velocidad por equipos (con Roy van den Berg y Jeffrey Hoogland).
Ganó diecinueve medallas en el Campeonato Mundial de Ciclismo en Pista entre los años 2017 y 2024, y dieciocho medallas en el Campeonato Europeo de Ciclismo en Pista entre los años 2017 y 2025. En los Juegos Europeos de Minsk 2019 obtuvo tres medallas, dos de oro y una de plata.
Fue el ganador de la Liga de Campeones de 2021 en la categoría de velocidad.

## Medallero internacional
| Juegos Olímpicos   | Juegos Olímpicos         | Juegos Olímpicos  | Juegos Olímpicos      |
| Año                | Lugar                    | Medalla           | Competición           |
| ------------------ | ------------------------ | ----------------- | --------------------- |
| 2020               | Tokio (Japón)            | Medalla de oro    | Velocidad individual  |
| 2020               | Tokio (Japón)            | Medalla de oro    | Velocidad por equipos |
| 2020               | Tokio (Japón)            | Medalla de bronce | Keirin                |
| 2024               | París (Francia)          | Medalla de oro    | Velocidad individual  |
| 2024               | París (Francia)          | Medalla de oro    | Velocidad por equipos |
| 2024               | París (Francia)          | Medalla de oro    | Keirin                |
| Campeonato Mundial |                          |                   |                       |
| Año                | Lugar                    | Medalla           | Competición           |
| 2017               | Hong Kong (China)        | Medalla de plata  | Velocidad individual  |
| 2017               | Hong Kong (China)        | Medalla de plata  | Velocidad por equipos |
| 2018               | Apeldoorn (Países Bajos) | Medalla de oro    | Velocidad por equipos |
| 2019               | Pruszków (Polonia)       | Medalla de oro    | Velocidad individual  |
| 2019               | Pruszków (Polonia)       | Medalla de oro    | Velocidad por equipos |
| 2020               | Berlín (Alemania)        | Medalla de oro    | Velocidad individual  |
| 2020               | Berlín (Alemania)        | Medalla de oro    | Velocidad por equipos |
| 2020               | Berlín (Alemania)        | Medalla de oro    | Keirin                |
| 2021               | Roubaix (Francia)        | Medalla de oro    | Velocidad individual  |
| 2021               | Roubaix (Francia)        | Medalla de oro    | Velocidad por equipos |
| 2021               | Roubaix (Francia)        | Medalla de oro    | Keirin                |
| 2022               | Saint-Quentin (Francia)  | Medalla de oro    | Keirin                |
| 2022               | Saint-Quentin (Francia)  | Medalla de oro    | Velocidad individual  |
| 2022               | Saint-Quentin (Francia)  | Medalla de plata  | Velocidad por equipos |
| 2023               | Glasgow (Reino Unido)    | Medalla de oro    | Velocidad individual  |
| 2023               | Glasgow (Reino Unido)    | Medalla de oro    | Velocidad por equipos |
| 2024               | Ballerup (Dinamarca)     | Medalla de oro    | Velocidad individual  |
| 2024               | Ballerup (Dinamarca)     | Medalla de oro    | Velocidad por equipos |
| 2024               | Ballerup (Dinamarca)     | Medalla de oro    | 1 km contrarreloj     |
| Juegos Europeos    |                          |                   |                       |
| Año                | Lugar                    | Medalla           | Competición           |
| 2019               | Minsk (Bielorrusia)      | Medalla de oro    | Velocidad por equipos |
| 2019               | Minsk (Bielorrusia)      | Medalla de oro    | Keirin                |
| 2019               | Minsk (Bielorrusia)      | Medalla de plata  | Velocidad individual  |
| Campeonato Europeo |                          |                   |                       |
| Año                | Lugar                    | Medalla           | Competición           |
| 2017               | Berlín (Alemania)        | Medalla de bronce | Velocidad por equipos |
| 2018               | Glasgow (Reino Unido)    | Medalla de oro    | Velocidad por equipos |
| 2018               | Glasgow (Reino Unido)    | Medalla de bronce | Velocidad individual  |
| 2019               | Apeldoorn (Países Bajos) | Medalla de oro    | Velocidad por equipos |
| 2019               | Apeldoorn (Países Bajos) | Medalla de oro    | Keirin                |
| 2019               | Apeldoorn (Países Bajos) | Medalla de plata  | Velocidad individual  |
| 2021               | Grenchen (Suiza)         | Medalla de oro    | Velocidad individual  |
| 2021               | Grenchen (Suiza)         | Medalla de oro    | Velocidad por equipos |
| 2022               | Múnich (Alemania)        | Medalla de oro    | Velocidad por equipos |
| 2023               | Grenchen (Suiza)         | Medalla de oro    | Velocidad individual  |
| 2023               | Grenchen (Suiza)         | Medalla de oro    | Velocidad por equipos |
| 2023               | Grenchen (Suiza)         | Medalla de oro    | Keirin                |
| 2024               | Apeldoorn (Países Bajos) | Medalla de oro    | Velocidad individual  |
| 2024               | Apeldoorn (Países Bajos) | Medalla de oro    | Velocidad por equipos |
| 2024               | Apeldoorn (Países Bajos) | Medalla de oro    | Keirin                |
| 2025               | Heusden-Zolder (Bélgica) | Medalla de oro    | Velocidad individual  |
| 2025               | Heusden-Zolder (Bélgica) | Medalla de oro    | Keirin                |
| 2025               | Heusden-Zolder (Bélgica) | Medalla de plata  | Velocidad por equipos |